# Soemu Toyoda
Soemu Toyoda (jap. 豊田 副武 Toyoda Soemu; ur. 22 maja 1885 w Kitsuki, zm. 22 września 1957 w Tokio) – admirał japoński okresu II wojny światowej, naczelny dowódca Japońskiej Cesarskiej Marynarki Wojennej od maja 1944.

## Życiorys
Ukończył Akademię Cesarskiej Marynarki Wojennej w 1905 (33. promocja) i wstąpił do Cesarskiej Marynarki Wojennej. Służył na różnych okrętach (po raz pierwszy na krążowniku „Hashidate”, 1905–1906), częściej jednak zajmował stanowiska sztabowe. W latach 1916–1917 ukończył uzupełniające Kolegium Marynarki (Kaigun Daigakko). Od grudnia 1919 do 1922 był japońskim attaché wojskowym w Wielkiej Brytanii. Później, m.in. w 1927 był dowódcą krążownika „Yura”, w 1931 – pancernika „Hyūga”. Od grudnia 1931 w stopniu kontradmirała, służył na stanowisku dowódczym w Sztabie Generalnym Marynarki Wojennej (do 1933), następnie służył na innych stanowiskach sztabowych i dowódczych, a w latach 1935–1937 w Ministerstwie Marynarki.
Przed przystąpieniem Japonii do II wojny światowej awansował we wrześniu 1941 do stopnia admirała i został dowódcą bazy morskiej w Kure. W listopadzie 1942 stał się członkiem Najwyższej Rady Wojennej, a w kwietniu 1943 objął dowództwo Dystryktu Morskiego Yokosuka.
Po śmierci admirała Mineichiego Kogi (a wcześniej – Isoroku Yamamoto), został 3 maja 1944 mianowany dowódcą Połączonej Floty. Na okres jego dowództwa przypadły największe bitwy morskie wojny na Pacyfiku, a zarazem największe klęski Japonii. Zaraz po objęciu stanowiska wdrożył operację A-Go, której celem było doprowadzenie do decydującej bitwy (wzorem bitwy pod Cuszimą), w której pokonana miała być flota amerykańska. 15 czerwca wydał rozkaz do przeprowadzenia tej operacji, jednakże w rezultacie Japończycy ponieśli klęskę w bitwie na Morzu Filipińskim 19–20 czerwca 1944.
25 kwietnia 1945 oprócz dowództwa Połączonej Floty, objął nowo utworzone stanowisko Naczelnego Dowódcy Marynarki, a od 1 maja 1945 także dowódcy Floty Eskortowej. Od 29 maja 1945, zastąpił go na tych stanowiskach adm. Jisaburō Ozawa. Toyoda objął funkcję szefa Sztabu Generalnego Marynarki i ponownie został członkiem Najwyższej Rady Wojennej. Zasiadając w Radzie, oponował przeciwko decyzji cesarza Hirohito podjęcia rozmów kapitulacyjnych po zrzuceniu bomb atomowych na Hiroszimę i Nagasaki w sierpniu 1945.

## Stopnie wojskowe
- 28 listopada 1905 – kadet-podporucznik (shōi-kōhosei)
- 20 grudnia 1906 – podporucznik marynarki (shōi)
- 25 września 1908 – porucznik marynarki (chūi)
- 1 grudnia 1911 – kapitan marynarki (tai'i)
- 1 kwietnia 1917 – komandor podporucznik (shōsa)
- 1 grudnia 1921 – komandor porucznik (chūsa)
- 1 grudnia 1925 – komandor (taisa)
- 1 grudnia 1931 – kontradmirał (shōshō)
- 15 listopada 1935 – wiceadmirał (chūjō)
- 18 września 1941 – admirał (taishō)